# Žulová
Žulová é uma cidade checa localizada na região de Olomouc, distrito de Jeseník.